# One Caribbean FC
One Caribbean war ein Fußballverein, der auf den Britischen Jungferninseln von 2019/20 bis 2022/23 in der BVIFA National Football League spielte.

## Geschichte
One Caribbean Football Club nahm 2019/20 erstmals an der BVIFA National Football League teil und erreichte mit Platz 5 die historisch beste Platzierung des Vereins. Ebenfalls kam der Erstligist ins Halbfinale des Men’s Festival Cup 2020, scheiterte jedoch an Lion Heart (1:3). Nach der Pandemie-bedingten Zwangspause wurde der Verein mit 10 Punkten aus 9 gespielten Spielen Siebter und hätte sich erneut für den Presidents Cup qualifiziert. Jedoch nehmen daran nur die „Top-Six“ teil und aufgrund des schlechteren Torverhältnisses, schafften es die Panthers. 2021/22 wurde One Caribbean FC mit 7 Punkten Tabellenletzter.
In der Saison 2022/23 nahm One Caribbean FC noch teil, aber zog sich im Dezember 2023 auf den Wettbewerb zurück. Später wurde der Verein aufgelöst.

## Wappen
2021 wechselte der Verein sein Vereinswappen. Das neue beinhaltet ein klassisches Schild, mit einer goldenen Krone und darüber gebogen der Vereinsname in blauer Schrift. Im Wappen sieht man mehrere Flaggen von Mitgliedsnationen der Westindischen Föderation.

## Bekannter Fußballspieler
- Azarni Callwood (2021–2022)